# Сипаруновые
Сипаруновые (лат. Siparunaceae) — семейство двудольных растений, входящее в порядок Лавроцветные, включающее два рода и около 50 видов. Представители семейства произрастают в тропических областях Западной Африки и Южной Америки. 
До 1990-х гг. виды семейства относились к монимиевым, однако новейшие морфологические и молекулярные исследования позволили выделить Сипаруновые в отдельное семейство.
Растения семейства содержат эфирные масла. Опыляются галлицами. 

## Биологическое описание

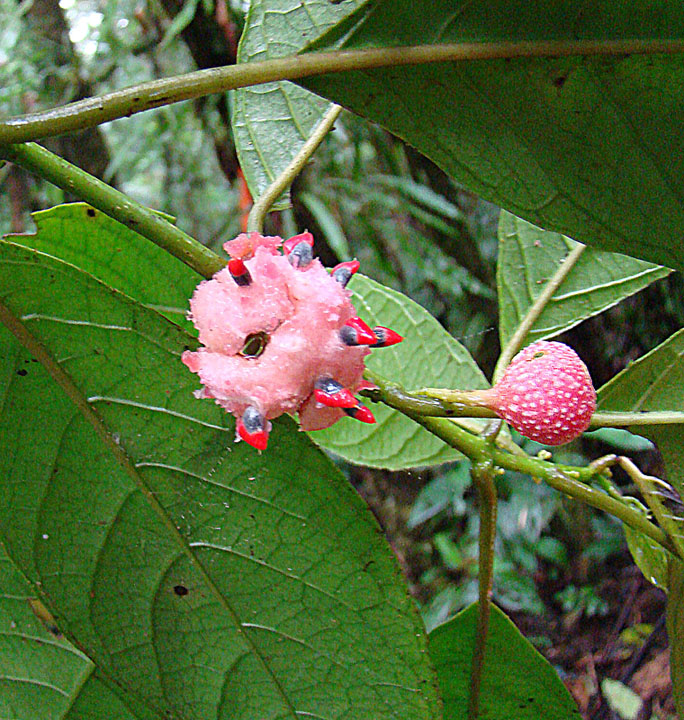
Плоды сипаруны (Siparuna thecaphora).

Кустарники и деревья до 40 м высотой. 
Прилистники отсутствуют. Листья супротивные либо в мутовках по 3 – 6, простые, цельнокрайние или зубчатые. 
Соцветия актиноморфные, однополые (одно- или двудомные), без рудиментов органов противоположного пола. Околоцветник состоит из 4 – 6 листочков желтого, оранжевого, реже красного цвета, цветки с гипантием. Андроцей представлен 1 – 72 тычинками; чаще тычинок много, тычиночные нити выражены. Гинецей апокарпный с верхней завязью; плодолистики обычно множественные (от 3 до 30); столбики хорошо выражены, рыльца с ниспадающими лопастями.
Из гипантия образуется ложный плод, в который заключены многочисленные плодики-костянки с мясистым тёмно-красным выростом. У сипаруны кужабской (Siparuna cajabana) плодики лежат между выростами красноватой внутренней поверхности гипантия. По созревании ложный плод обычно трескается, выворачивая наружу внутреннюю поверхность гипантия, на которой сидят семена. Контраст чёрных плодиков, красных придатков и красноватого гипантия, вероятно, служит для привлечения птиц.
Все представители семейства Сипаруновые отличаются ярким цитрусовым запахом, ощутимым при растирании листьев, плодов или коры.

## Роды
- Glossocalyx — Глоссокаликс. Монотипный род из Западной Африки[5].
- Siparuna typus — Сипаруна. Включает около 50 видов, произрастающих в тропических областях Центральной и Южной Америки[6]. Наибольшего видового разнообразия род достигает в лесах Анд на средних высотах до 3800 м н. у. м., особенно в Перу, Эквадоре и Колумбии.